# София Доротея Вюртемберг-Нейенштадтская
София Доротея Вюртемберг-Нейенштадтская (нем. Sophia Dorothea von Württemberg-Neuenstadt; 26 сентября 1658, Вольфенбюттель — 23 июня 1681, Гедерн) — дочь герцога Фридриха Вюртемберг-Нейенштадтского и его супруги Клары Августы Брауншвейг-Вольфенбюттельской. В 1680 году София Доротея вышла замуж за графа Людвига Кристиана Штольберг-Гедернского (1652—1710). Умерла в возрасте 22 лет и была похоронена в гедернской церкви. Останки были перезахоронены в 1912—1913 году в общей могиле в дворцовом парке. Граф Людвиг Кристиан женился во второй раз в 1663 году на Кристине Мекленбургской, дочери герцога Густава Адольфа.